# Muhammed Faris
Pour les articles homonymes, voir Faris.
Muhammed Faris (en arabe : محمد أحمد فارس, Muḥammad Aḥmad Fāris), né le 26 mai 1951 à Alep (Syrie) et mort le 19 avril 2024 à Gaziantep (Turquie), est un astronaute syrien ayant volé pour le programme Soyouz. Il est pilote dans l'armée de l'air syrienne avec le grade de colonel jusqu'à sa défection lors de la guerre civile syrienne, où il rejoint l'opposition.

## Biographie
Muhammed Faris s'est spécialisé dans la navigation quand il est choisi en tant que cosmonaute le 30 septembre 1985. Il vole comme cosmonaute de recherches sur Soyouz TM-3. Après son vol, il est retourné dans l'Armée de l'Air. Il est marié et vit avec ses trois enfants à Alep.
Le 5 août 2012, dans le contexte du conflit syrien qui a débuté en 2011, il fait défection et rejoint la Turquie. Avant de fuir la Syrie, il se rend au quartier-général des rebelles à Alep pour leur témoigner son soutien,.
Le 19 avril 2024, Muhammed Faris meurt à l'âge de 72 ans des suites d'une maladie qui a duré plusieurs semaines, à Gaziantep (Turquie), où il vivait en exil.

## Vol réalisé
Muhammed Faris réalise un unique vol débutant le 22 juillet 1987 en tant qu'expérimentateur sur Soyouz TM-3, passant 7 jours 23 heures et 5 minutes dans l'espace.
À son retour, il est célébré en héros dans le pays, étant le premier Syrien à avoir participé à une mission spatiale.
Au président syrien Hafez el-Assad qui lui avait demandé ce qu'il voyait depuis sa capsule spatiale, Muhammed Faris aurait répondu :
« Je vois mon pays bien-aimé. Je le vois tel qu’il est vraiment, dans toute sa beauté resplendissante. Avec ses vertes vallées, ses fertiles plaines, ses majestueuses montagnes, ses ravissantes côtes, son plateau du Golan chéri. »